# Гейзелтон (Канзас)
Гейзелтон (англ. Hazelton) — місто (англ. city) в США, в окрузі Барбер штату Канзас. Населення — 82 особи (2020).

## Географія
Гейзелтон розташований за координатами 37°5′22″ пн. ш. 98°24′5″ зх. д. / 37.08944° пн. ш. 98.40139° зх. д. (37.089424, -98.401330).  За даними Бюро перепису населення США в 2010 році місто мало площу 1,48 км², уся площа — суходіл.

## Демографія
Згідно з переписом 2010 року, у місті мешкали 93 особи в 45 домогосподарствах у складі 32 родин. Густота населення становила 63 особи/км².  Було 58 помешкань (39/км²).
Расовий склад населення:
| - 90,3 % — білих - 1,1 % — корінних американців - 1,1 % — чорних або афроамериканців - 3,2 % — осіб інших рас |

До двох чи більше рас належало 4,3 %. Частка іспаномовних становила 9,7 % від усіх жителів.
За віковим діапазоном населення розподілялося таким чином: 16,1 % — особи молодші 18 років, 61,3 % — особи у віці 18—64 років, 22,6 % — особи у віці 65 років та старші. Медіана віку мешканця становила 49,9 року. На 100 осіб жіночої статі у місті припадало 132,5 чоловіків;  на 100 жінок у віці від 18 років та старших — 129,4 чоловіків також старших 18 років.
Середній дохід на одне домашнє господарство  становив 62 961 долар США (медіана — 48 864), а середній дохід на одну сім'ю — 75 571 долар (медіана — 52 500). Медіана доходів становила 48 393 долари для чоловіків та 53 750 доларів для жінок. За межею бідності перебувало 10,6 % осіб, у тому числі 21,2 % дітей у віці до 18 років та 5,3 % осіб у віці 65 років та старших.
Цивільне працевлаштоване населення становило 50 осіб. Основні галузі зайнятості: публічна адміністрація — 24,0 %, оптова торгівля — 22,0 %, сільське господарство, лісництво, риболовля — 14,0 %, фінанси, страхування та нерухомість — 8,0 %.